# Блашкевич, Степан Григорьевич
Степан Григорьевич Блашкевич — советский хозяйственный и государственный деятель, лауреат Государственной премии СССР за выдающиеся достижения в труде.

## Биография
Родился в 1920 году в деревне Большие Михиничи. Член КПСС с 1946 года.
Участник Великой Отечественной войны
В 1958—1990 — механизатор колхоза «Победа», звеньевой механизированного звена льноводов, слесарь колхоза имени Ленина Толочинского района Витебской области Белорусской ССР.
За освоение и внедрение прогрессивной технологии, комплексной механизации при возделывании технических, овощных, плодовых культур, картофеля, льна, хлопка, чая и получение высоких урожаев этих культур был в составе коллектива удостоен Государственной премии СССР за выдающиеся достижения в труде 1980 года.
Делегат XXVI съезда КПСС.
Умер в Толочине после 1990 года.

## Награды
- Орден Ленина (1966)
- Орден Октябрьской Революции (1971)
- Орден Отечественной войны II степени (06.04.1985)